# Armagedón (ajedrez)
Una partida de ajedrez armagedón, también conocida como muerte súbita, es aquella, generalmente en ritmo de blitz (cinco minutos por jugador para toda la partida), en la que el jugador con las piezas blancas recibe más tiempo para realizar sus jugadas, pero está obligado a ganar la partida, mientras que el jugador con las piezas negras es declarado vencedor en caso de tablas. Este tipo de partida se utiliza normalmente como desempate definitivo de un encuentro entre dos jugadores, cuando todos los desempates previos han resultado insuficientes.
Entre los torneos que utilizan este sistema de desempate destacan los realizados mediante encuentros individuales o por eliminación directa, tales como la Copas del Mundo o el campeonato mundial. El desempate mediante una partida armagedón se estipuló como último recurso a partir de los encuentros del campeonato mundial de ajedrez, manteniéndose desde entonces.
Un nombre distinto fue propuesto en 2016, al disputarse el campeonato mundial con esta cláusula. El periodista de ajedrez ítalo-argentino Alberto Paglilla, ideó "minuto de oro" (en italiano, "minuto d'oro"), fundado en que, en los hechos, la diferencia de un minuto en una partida blitz, ya sea de más o de menos, es valiosa y enorme, y, en cambio, "armagedón" es más lejano.